# Девід Коллет
Девід Коллет (англ. David Collet, 19 жовтня 1901 — 26 квітня 1984) — британський академічний веслувальник.
Бронзовий призер Олімпійських Ігор 1928 року в одиночці.